# Romeo Dalla Chiesa
Romeo dalla Chiesa (Livorno, 15 ottobre 1924 – Roma, 3 maggio 2006) è stato un funzionario italiano.

## Biografia
Nato a Livorno il 15 ottobre 1924 da una famiglia di carabinieri (figlio del generale Romano dalla Chiesa e fratello del generale Carlo Alberto e del generale Romolo), dopo aver lavorato dal 1943 al 1949 alla Banca d'Italia, entrò a far parte della Banca Mondiale. Nel 1958 passò alla Banca europea per gli investimenti (BEI) dove rimase fino al 1981. Successivamente, dal 1983 al 1988, fu nominato presidente del Banco di Roma da Romano Prodi (all'epoca presidente dell'IRI). Venne infine onorato con il titolo di direttore onorario della Banca europea per gli investimenti.